# Páll á Reynatúgvu
Páll á Reynatúgvu (Tórshavn, 26 de juliol de 1967), és un polític feroès i exjugador de futbol, actualment actiu com a president del Løgting (Parlament feroès) des del setembre del 2015. Va ser elegit per primera vegada el 1998 i, de nou, el 2002, quan va assumir el càrrec de ministre de Salut i Afers Socials. Després de ser reelegit el 2004, es va fer membre del Fíggjarnevndin (Comitè Financer del Løgting).
A les eleccions parlamentàries del 2008, Reynatúgvu no va ser reelegit, però es va asseure al parlament quan Annita á Fríðriksmørk va prendre el permís de maternitat, i com el seu partit formava part del Landsstýri, ell va ser el proper membre de la llista per obtenir un escó al parlament. Abans que Páll a Reynatúgvu fos elegit per al Løgting el 2011, va ser president de la SEV, que subministra electricitat a les illes Fèroe. Va haver de renunciar a aquest treball, perquè la llei de Feroe no permet que una persona sigui membre del Løgting i, al mateix temps, sigui membre d'una institució o empresa governamentals.

## Carrera com a futbolista
Páll a Reynatúgvu va jugar durant molts anys com a migcampista del seu club de futbol local, B71 Sandur. Durant unes temporades, també va servir com a capità de l'equip. Amb el seu club, va guanyar la Lliga de les Fèroe el 1989 i la Copa de Faroes de 1993.
El 1993 Páll á Reynatúgvu va jugar 5 partits per a la Selecció de futbol de les Illes Fèroe, quatre dels quals van ser classificats de la Copa Mundial de FIFA de 1994 amb un partit amistós. El 1996/1997 Páll á Reynatúgvu va jugar dos partits amb el B71 Sandur contra l'APOEL FC Nicòsia des de Xipre a la Champions League. Apoel Nicosia va guanyar els dos partits, però en el partit de fora, el B71 va aconseguir un avantatge de 2-1 amb gols d'Eli Hentze i Páll a Reynatúgvu. APOEL FC va guanyar el partit 4-2.